# ال‌اف‌جی رولاند سی. ۲
ال‌اف‌جی رولاند سی. ۲ (به انگلیسی: LFG_Roland_C.II) یک هواگرد ملخ‌پیشین تک‌موتوره از نوع شناسایی ساخت شرکت Luft-Fahrzeug-Gesellschaft G.m.b.H. است. هواگرد ال‌اف‌جی رولاند سی. ۲ نخستین پروازش را در ۱۹۱۵ میلادی انجام داد. این هواگرد در سال ۱۹۱۶ میلادی رسماً معرفی گردید. در مجموع، تعداد ۴۰۰ فروند از این هواگرد ساخته شده‌است.
طراح این هواگرد، Dipl. Ing. Tantzen بود.